# Julio H. G. Olivera
Julio Hipólito Guillermo Olivera (Santiago del Estero, 11 de junio de 1929-Buenos Aires, 25 de julio de 2016) fue un economista y doctor en Derecho argentino. Miembro del Partido Demócrata Cristiano y uno de los mentores del estructuralismo latinoamericano y creador del modelo no monetario de inflación conocido como el «efecto Olivera».

## Trayectoria
Obtuvo el título de abogado en 1951 en la Facultad de Derecho y Ciencias Sociales de la Universidad de Buenos Aires, donde también se doctoró en Derecho y Ciencias Sociales en 1954.
En la UBA, fue profesor de las cátedras «Historia de las Doctrinas Económicas» y de «Dinero, Crédito y Bancos», director del Instituto de Investigaciones Económicas de la Facultad de Ciencias Económicas y rector en el período 1962-1965. 
Fue investigador en las universidades de Londres y de Sussex en Gran Bretaña y profesor en las universidades de Chicago y de Gotinga en Alemania. En 1967 fue catedrático en la Universidad de Yale, Estados Unidos, inaugurando la cátedra Irving Fisher. Fue asesor de la Comisión Económica para América Latina (CEPAL) en 1960. Presidente honorario de la Asociación Argentina de Economía Política (AAEP) -fundada el 6 de noviembre de 1957 por catorce miembros, entre ellos Roberto Alemann y Aldo Ferrer- desde su creación hasta 1967. Miembro titular de la Académie internationale des sciences politiques (París-Ginebra); del Club de Roma; del Honorary Editorial Advisory Board de la revista científica World Development de Chicago; de la Academia Nacional de Ciencias Económicas de Buenos Aires de la cual fue vicepresidente desde 1973 hasta 1979 y presidente en los períodos 1989-1991 y 2001-2003; académico de número en la Academia Nacional de Derecho y Ciencias Sociales de Buenos Aires desde el de 6 de mayo de 1964; miembro titular de la Academia Nacional de Ciencias de Buenos Aires; miembro del grupo consultivo del Consejo Nacional de Investigaciones Científicas y Técnicas (Conicet); presidente de la Comisión de Doctorado en la Facultad de Ciencias Económicas de la UBA en los períodos 1997-2000 y 2001-2004; miembro del Consejo Asesor de Educación Superior; miembro del Consejo para la Consolidación de la Democracia desde 1985 hasta 1989, durante la presidencia de Raúl Alfonsín.
En 1996 fue presidente del jurado del premio anual de la Fundación Centro de Investigaciones Económicas de Córdoba. Fue integrante del jurado de los Premios Konex (Humanidades) en 1996. En 1993 fue miembro del jurado del Premio Bunge y Born en Economía. En 1973 fue miembro del jurado internacional para la evaluación de trabajos del Centro de Investigaciones Económicas (CIE) del Instituto Torcuato Di Tella.

### Nobeles
En 1970, 1971, 1973 y 1978 integró el grupo internacional de economistas elegido por la Real Academia de las Ciencias de Suecia para proponer candidatos al Premio Nobel de Economía. En 2000 y en 2004 fue propuesto para el Premio Nobel de Economía.

## En la función pública
- Ministro de asuntos económicos de la provincia de San Luis en 1956.
- Subgerente general del Banco Central de la República Argentina a cargo de la dirección de los estudios e investigaciones económicas en el período 1959-1962.
- Director del departamento de investigaciones económicas del Banco Central de la República Argentina.
- Secretario de Ciencia y Tecnología de la Nación en el período comprendido entre octubre de 1973 a septiembre de 1974.[3][4][6]

## Efecto Olivera-Tanzi
En 1967 publicó Money prices and fiscal flags, un análisis de la relación entre la recaudación tributaria y la inflación, en la que notó que una fuerte suba de la inflación provocaba una caída real en la recaudación tributaria. Esta relación ya había sido descubierta en los años 20 por Costantino Bresciani Turroni. En 1977, el doctor en Economía Vito Tanzi, experto del FMI en tributación, en Inflación, intervalos en la recaudación y el valor real de las rentas públicas explicó que la causa de la caída de la recaudación era el tiempo que pasaba entre que se producía el evento del cual se tenían que cobrar impuestos (por ejemplo una venta) y el momento en que el gobierno recolectaba los impuestos. Cuando la inflación es muy alta la depreciación del dinero en ese intervalo es considerable. El financiamiento del gasto público mediante emisión monetaria en épocas de muy alta inflación puede reducir la recaudación real en un valor mayor que el valor real del ingreso por la financiación inflacionaria. Esto se conoce como efecto Olivera-Tanzi.

## Libros y publicaciones
Olivera es autor de más de doscientos artículos, la mayoría de los cuales fueron publicados en revistas científicas internacionales como Journal of Political Economy, The Economic Journal, Econometrica (revista publicada por la Econometric Society, Revue d'économie politique (de Francia), Quarterly Journal of Economics (publicado por la Oxford University Press), Weltwirtschaftliches Archiv (renombrada luego como Review of World Economics), Journal of Money, Credit and Banking, Kredit und Kapital, Journal of Development Economics y Kyklos. Además fue autor y coautor de varios libros.
- 1993. Olivera, Julio H. G. La ciencia económica como hermenéutica social.
- 1992. Olivera, Julio H. G. Banca central, federalismo económico y constitución monetaria.
- 1990. Olivera, Julio H. G. Structural Inflation in a semi-centralized economy.
- 1989. Olivera, Julio H. G. Economías distribucionales.
- 1977. Olivera, Julio H. G. Economía clásica actual. (Recopilación de once conferencias). Buenos Aires: Ediciones Macchi. 148 p. OCLC: 3383487.
- 1976. Olivera, Julio H. G.; De Pablo, Juan Carlos; Tow, F. V.; et al. Lecturas de microeconomía por economistas argentinos. (Libro). Buenos Aires: Editorial El Coloquio. 888 p. OCLC: 24 40467.
- 1970. Olivera, Julio H. G. Diccionario de economía y cooperativismo. (Libro). Buenos Aires: Cogtal Editora. 254 p. (Este libro es de autoría de Julio Olivera, padre de Julio H. G. Olivera) OCLC: 1628369.
- 1968. Olivera, Julio H. G. La reforma monetaria internacional; aspectos analíticos. Buenos Aires, Academia Nacional de Ciencias Económicas. 22 p. OCLC: 3517971.
- 1967. Olivera, Julio H. G. Money, prices and fiscal lags.
- 1964. Olivera, J. H. La inflación estructural y el estructuralismo latinoamericano. Estudios económicos, 3(5/6), 55–72. .
- 1959. Olivera, Julio H. G. La economía del bloque colectivista. (Libro). Buenos Aires: Editorial Columba. OCLC: 253918364.
- 1957. Olivera, Julio H. G. Crisis de desarrollo económico. (Conferencia pronunciada en la Facultad de Derecho y Ciencias Sociales de Buenos Aires con los auspicios de la Asociación de Egresados de la Facultad, el 12 de septiembre de 1957). Buenos Aires: Asociación de Egresados de la Facultad de Derecho y Ciencias Sociales de la Universidad de Buenos Aires. 25 p. OCLC: 9654646.
- 1954. Olivera, Julio H. G. Derecho económico: conceptos y problemas fundamentales. (Libro). Buenos Aires: Ediciones Arayú. 192 p. OCLC: 752598739.
- —— Olivera, Julio H. G. Economía y hermenéutica. Caseros, Argentina: Eduntref, Editorial de la Universidad Nacional de Tres de Febrero. 208 p. ISBN 9789871172610.

## Premios y reconocimientos
- Doctorado honoris causa en Economía, otorgado por la Universidad del Centro Educativo Latinoamericano (UCEL), Rosario, Santa Fe.[5]
- Commandeur des Palmes Académiques (comendador de las Palmas académicas), condecoración otorgada por el presidente de Francia Charles de Gaulle.
- 2006. Premio Konex de Brillante, Humanidades.
- 2006. Premio Konex de Platino: Teoría Económica.
- 1986. Premio Konex de Platino: Teoría Económica.[3][4]